# Erweiterter Festlandsockel
Die Begriffe erweiterter Festlandsockel,wissenschaftlicher Festlandsockel, oder äußerer Festlandsockel, bezeichnen eine Art von Meeresgebiet, das als geo-juristisches Paradigma von der UN-Seerechtskonvention (UNCLOS) festgelegt wurde. Durch den als Erweiterung der äußeren Grenze des Festlandsockels oder Festlegung der äußeren Grenze des Kontinentalrands bekannten Prozess hat jeder Küstenstaat das Privileg, das ihm von der internationalen Staatengemeinschaft gewährt wird. Dieses Privileg gibt ihm die Möglichkeit, exklusive und dauerhafte Nutzungsrechte an den biotischen und abiotischen Ressourcen des Meeresbodens und -untergrunds in diesen Meeresgebieten zu erwerben, die über die 200 Seemeilen hinausgehen, die seine ausschließliche Wirtschaftszone umfassen, und die sonst als internationale Gewässer gelten würden.
In diesen Tiefseegebieten war die Nutzung ihrer Ressourcen technisch nicht möglich oder wirtschaftlich nicht tragfähig. Dank des stetigen wissenschaftlichen und industriellen Fortschritts sind sie jedoch zunehmend durch neue Technologien zugänglich geworden, was diesen ozeanischen Gewässern eine außergewöhnliche geopolitische und geoökonomische Bedeutung verleiht.

## Unterschiede zu anderen Konzepten von Festlandsockeln
Im Konzept des wissenschaftlichen oder erweiterten Festlandsockels ist der Küstenstaat, dem dieser zugewiesen wurde, der einzige, der das Recht hat, die natürlichen Ressourcen des Meeresbodens und des Untergrunds zu nutzen, seien es Mineralien oder andere nicht lebende Ressourcen sowie lebende Organismen, die in den Meeresboden eindringen oder sedentäre Gewohnheiten aufweisen. Diese werden definiert als diejenigen, die während des Abbauzeitraums bewegungslos auf dem Meeresboden verbleiben oder sich ständig in physischem Kontakt mit ihm befinden.
Die Beschreibung dieses Meeresgebiets unterscheidet sich erheblich vom geomorphologischen Konzept des Festlandsockels, das dem Binnenmeer sehr ähnlich ist. Dieses Konzept bezeichnet die unter Wasser liegenden Ausdehnungen der Landmasse des Küstenstaates bis zu einer Tiefe von 200 Metern.
Es stimmt auch nicht mit dem Konzept des juristischen Festlandsockels überein, also dem Recht der Staaten, ihre Meeresprojektionen bis zur Grenze von 200 Seemeilen ausschließlich für sich zu nutzen. Dies unabhängig von den Eigenschaften des Meeresbodens oder seiner Tiefe, ob es eine Unterwasserküstenverlängerung gibt oder nicht.
Wissenschaftliche oder erweiterte Festlandsockel befinden sich immer in mehr als 200 Seemeilen Entfernung (370,4 km) – gemessen von den Basislinien aus –, und ihre maximale Ausdehnung überschreitet niemals 350 Seemeilen.

## Geschichte und Merkmale
Das Konzept wurde durch die UN-Seerechtskonvention (UNCLOS) in Teil VI geschaffen und umgesetzt. Das Abkommen wurde im April 1982 verabschiedet und trat am 16. November 1994 in Kraft.
Die von der UNCLOS entwickelten Regeln gelten weltweit, und die durch die Kommission zur Festlegung der Festlandsockelgrenzen validierten Ansprüche haben politische und rechtliche Legitimität. Die Kommission hat ihren Sitz bei den Vereinten Nationen in New York.
Um das Recht auf wissenschaftliche Festlandsockel zu erlangen, muss der Küstenstaat bestimmte Schritte unter Einhaltung strenger Regeln befolgen. Zunächst muss er der Kommission zur Festlegung der Festlandsockelgrenzen (CLPC) einen ausführlichen Bericht vorlegen, in dem er seine Ansprüche auf eine bestimmte Fläche begründet. Der Bericht muss eine kartografische Darstellung der beanspruchten Fläche enthalten und auf den wissenschaftlich-technischen Direktiven der UNCLOS basieren. Dieser Prozess erfordert umfangreiche wissenschaftliche Analysen, die von multidisziplinären Teams durchgeführt werden, einschließlich Fachleuten aus der Ozeanografie, Hydrografie, Geologie, Geophysik, Seismologie, Kartografie und dem internationalen Recht.
Die Kommission überprüft den Anspruch in mehreren Phasen, wobei eine Unterkommission von sieben Experten aus den Bereichen Geophysik, Geologie und Hydrografie die erste Überprüfung durchführt. Danach werden Empfehlungen ausgearbeitet, die vom Plenum der Kommission geprüft und genehmigt werden. Wenn der Küstenstaat die Empfehlungen berücksichtigt und den äußeren Grenzverlauf anpasst, kann die Kommission die neuen Grenzen validieren. In einigen Fällen, in denen der Anspruch unzureichend begründet ist, kann die Kommission den Staat auffordern, weitere Studien durchzuführen oder den Anspruch zu überarbeiten.
Gemäß Artikel 76.8 der UNCLOS wird der von einem Küstenstaat festgelegte äußere Grenzverlauf, der auf Grundlage der Empfehlungen der Kommission validiert wurde, als endgültig und verbindlich angesehen. Dieser Grenzverlauf ist international durchsetzbar und für Drittstaaten bindend.
Rechtlich wird die Grenze vom Staat selbst gezogen, wobei die Kommission zur Festlegung der Festlandsockelgrenzen (CLCS) lediglich Empfehlungen gibt, um die Einhaltung der Anforderungen der Seerechtsübereinkommen (UNCLOS) zu gewährleisten. Dies stellt sicher, dass die Erweiterung mit den durch die Konvention entwickelten Rechten übereinstimmt.
Der Küstenstaat übermittelt dem Generalsekretär der Vereinten Nationen Kartografien, geodätische Daten und zusätzliche Informationen, die die neue, dauerhaft festgelegte äußere Grenze beschreiben. Nach Erhalt sorgt der Generalsekretär für eine angemessene Verbreitung, damit diese Grenzen von der Staatengemeinschaft respektiert werden.

### Formeln zur Messung des äußeren Randes des Kontinentalhanges

Schematischer Querschnitt eines Festlandsockels.
Sediment
Fels
Mantel

Die Seerechtsübereinkommen (UNCLOS) legten in Artikel 76 komplexe wissenschaftlich-technische Richtlinien fest, die alle Küstenstaaten befolgen müssen, wenn sie den Umfang ihres Festlandsockels schätzen. Diese Richtlinien werden in eine Kombination aus vier Regeln – zwei Formeln und zwei Beschränkungen – zusammengefasst. Diese Standards wurden über mehrere Jahre hinweg diskutiert und schließlich am 13. Mai 1999 in New York City während der fünften Sitzung verabschiedet.
Das Verfahren für Staaten, die ihre maritime Fläche erweitern möchten, beginnt mit der Lokalisierung des Fußes des Kontinentalhanges, der als der Punkt mit dem größten Gradientenwechsel an seiner Basis definiert ist. Sobald dieser Punkt identifiziert ist, werden Formellinien gezogen, um die am weitesten entfernte äußere Hülle zu finden, die dem äußeren Rand des Festlandsockels entspricht, den der Staat verteidigen möchte. Jeder Staat wählt die Formel, die in jedem Abschnitt am günstigsten ist, basierend auf den Merkmalen des Meeresbodens und den Entfernungen, um die größtmögliche Ausdehnung des exklusiven Festlandsockels zu erreichen.
Jede Formel wurde von einem Geologen vorgeschlagen und trägt den Nachnamen des Wissenschaftlers als technische Bezeichnung:
Gardiner-Formel oder Sedimentdicken-Formel
Ihre Anwendung führt zu einer Linie, die durch feste Punkte verläuft, an denen die Sedimentgesteindicke mindestens 1 % der kürzesten Entfernung zwischen diesem Punkt und dem Fuß des Kontinentalhanges beträgt.
Hedberg-Formel oder Entfernungsformel
Bei ihrer Anwendung wird eine Linie gezogen, die durch feste Punkte verläuft, die nicht mehr als 60 Seemeilen vom Fuß des Kontinentalhanges entfernt sind.
Anschließend wird der erhaltene Vorschlag durch den Zugehörigkeitstest bewertet, bei dem nachgewiesen werden muss, dass der Festlandsockel über 200 Seemeilen hinaus reicht, gemessen von den Basislinien.
Im nächsten Schritt werden Beschränkungsregeln angewendet, die aus zwei bestehen:
- Kein Punkt des beanspruchten Gebiets darf mehr als 350 Seemeilen von den Basislinien entfernt sein;
- Kein Punkt des beanspruchten Gebiets darf mehr als 100 Seemeilen von der Linie entfernt sein, an der die Isobathie mit einer Tiefe von 2500 Metern liegt.

Durch die Kombination der ausgewählten Formel im Segment mit den angewandten Beschränkungen werden die äußeren Grenzen des erweiterten Festlandsockels gezogen, wobei alle Segmente schließlich in einer durchgehenden Linie verbunden werden.

### Fristen für die Einreichung
Es wurde festgelegt, dass der Mai 2009 die Frist für jeden Vertragsstaat der UNCLOS ist, um einen Bericht bei der CLCS einzureichen, in dem er seinen Anspruch auf Erweiterung begründet. Der Bericht konnte vollständig oder nur für einen Abschnitt eingereicht werden. Staaten, die fristgerecht eingereicht haben, durften in späteren Einreichungen neue ergänzende Informationen zu anderen beanspruchten Gebieten hinzufügen. Ein Staat, der seinen Bericht nicht fristgerecht eingereicht hat, wurde von einer Einreichung ausgeschlossen. Im Fall eines Staates, der die UNCLOS noch nicht ratifiziert hat, hat jede selbst initiierte Erweiterung der maritimen Grenzen keinen rechtlichen Wert. Rechte werden nur dann erworben, wenn der Staat zuerst der Konvention beitritt und anschließend seine Studien der CLCS vorlegt. Dafür wird eine Frist von 10 Jahren ab dem Datum der Ratifikation gewährt; wenn der Staat seine Einreichung innerhalb dieses Jahrzehnts nicht vornimmt, verliert er sein Recht auf Erweiterung dauerhaft.

### Umstrittene maritime Gebiete

Karte des Grenzstreits um das erweiterte Festlandsockelgebiet im Südlichen Ozean zwischen Argentinien und Chile.

Die von der UNCLOS festgelegten Verfahren basieren auf dem Prinzip, dass „das Land das Meer dominiert“. Der Status der durch die UNCLOS legitimierten Meeresräume leitet sich vom Status der Küstenlandmassen ab. Wenn die CLCS während des Erweiterungsprozesses auf überlappende Zuständigkeitsansprüche oder anhängige Konflikte stößt – also auf Meeresgebiete, die von zwei oder mehr Ländern beansprucht werden, einschließlich solcher, die von umstrittenen Inseln aus projiziert werden –, werden solche Einreichungen nicht geprüft oder bewertet. Stattdessen wird die endgültige Grenzziehung oder Zuweisung aufgeschoben, bis andere rechtliche Instanzen oder Verhandlungsmechanismen die Streitigkeiten lösen. Nur wenn die Antragsteller eine gemeinsame Präsentation an den CLCS einreichen —ein Vorschlag, der sogar von der Kommission selbst unterstützt wurde —oder ihre Zustimmung ausdrücken, wird die Grenzziehung keine Beeinträchtigung der endgültigen rechtlichen Lösung darstellen.
Im Juli 2023 entschied der Internationale Gerichtshof über die Vorrangstellung eines Festlandsockels vor einem erweiterten Festlandsockel im Fall Kolumbien gegen Nicaragua. Nach den Bestimmungen des Artikels 59 der Vereinten-Nationen-Konvention über das Seerecht haben strittige und sich überschneidende Ansprüche keine rechtliche Kraft, bis der Streit zwischen den gegnerischen Parteien gelöst ist.
Die CONVEMAR ist eine beratende Kommission, die Empfehlungen abgibt, die rechtlich nicht bindend sind, und die Kommission hat keine Zuständigkeit in Fragen der Souveränität.